# حنظلة بن اسعد شبامی
حَنظَله بن اَسعَد شبامی از کشته‌شدگان در واقعه کربلا است و نامش در زیارت ناحیه مقدسه آمده‌است.
حنظله از جمله کسانی است که حسین بن علی او را برای گفتگو با سردار سپاه دشمن، ابن سعد عنید، گسیل داشت.
حنظله کوفی است و شبام، نام طایفه‌ای از همدانیان است. حنظله از چهره‌های شیعی در کوفه و معلم قرآن بود. زمانی که حسین بن علی به کربلا رسید، وی به او پیوست و از جان حسین بن علی در مقابل تیرها و نیزه‌ها محافظت کرد و گاهی هم با سخنانش به سپاه کوفه هشدار می‌داد و موعظه می‌کرد.